# Aeronautica Militare
Pour les articles homonymes, voir AMI.

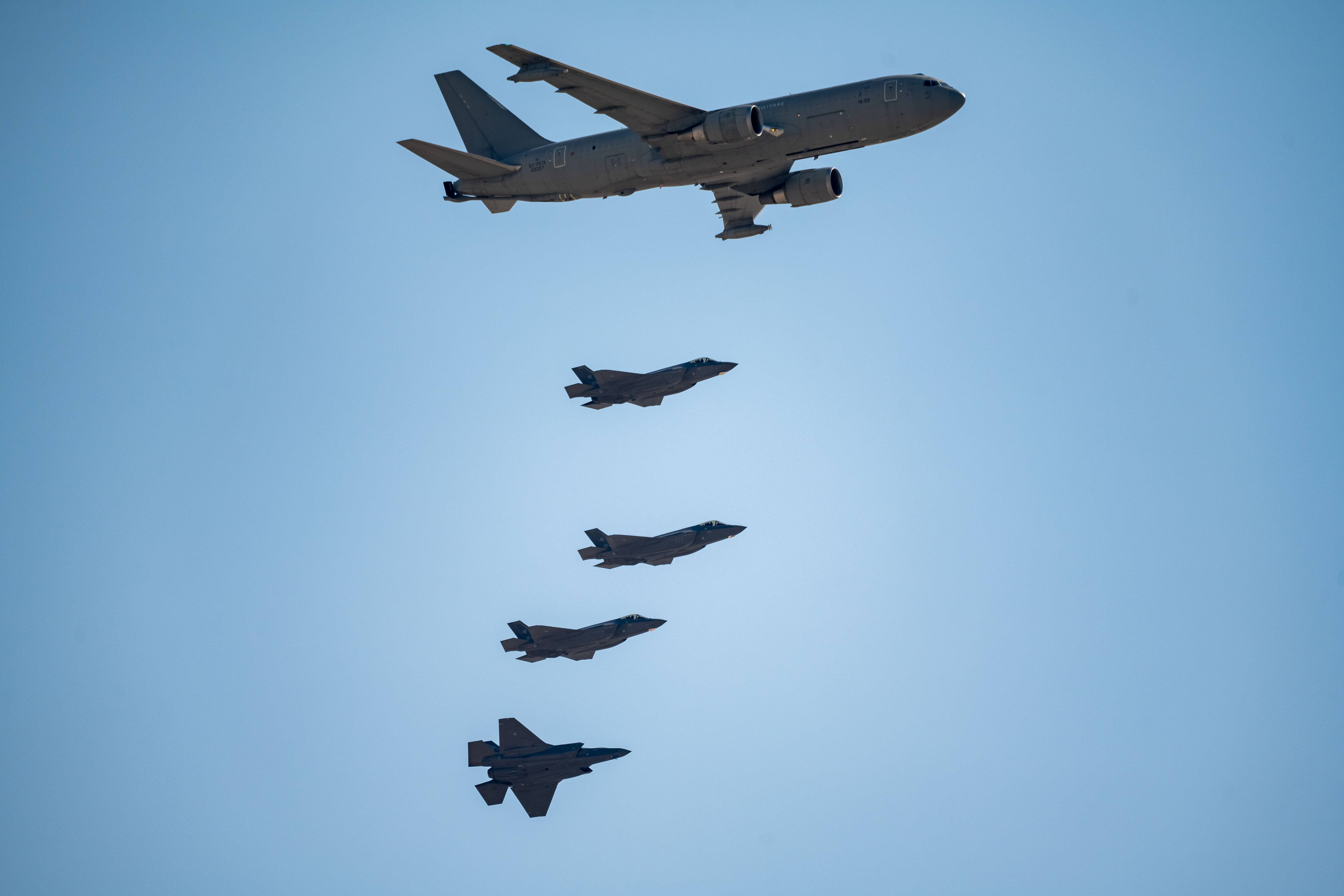
KC-767A de la Regia Aeronautica en vol conjoint avec des F-35A.

L’Aeronautica Militare (AM) (Aéronautique Militaire) est le nom de la force aérienne italienne. Elle dispose d'un nombre significatif d'appareils relativement moderne et compatible aux normes de l’OTAN.

## Histoire
L’Aeronautica militare est l’héritière de la Regia Aeronautica (l’Aéronautique Royale italienne). Le changement de nom intervient au moment du changement de régime en 1946.

### Les origines
Les origines de l'aviation militaire italienne remontent à la campagne d'Éthiopie de 1887-1888, au cours de laquelle furent employés trois aérostats d’observation de la compagnie spécialisée du Génie, compagnie qui dès 1885 avait créé en son sein une section aéronautique. Cette section se transforma en 1894 en brigade spécialisée du Génie et en 1910, en bataillon spécialisé du Génie. Ce fut cette dernière unité, renforcée par la flottille des aviateurs civils volontaires, qui fut la première à participer au premier emploi opérationnel du « plus lourd que l'air » en alignant 4 aérostats, 2 dirigeables et 28 avions pendant la campagne de Libye de 1911-1912 (Guerre italo-turque). Ce premier emploi opérationnel de l'avion en tant qu'arme fut réalisé le 1er novembre 1911 par le sous-lieutenant Giulio Gavotti lorsqu'il accomplit le premier bombardement à partir d'un avion (de type Etrich Taube) en lançant à la main des grenades de fragmentation (de type Cipelli) sur les troupes ottomanes en Tripolitaine, à l'oasis de Taguira et Aïn Zara.

### LaPremière Guerre mondiale

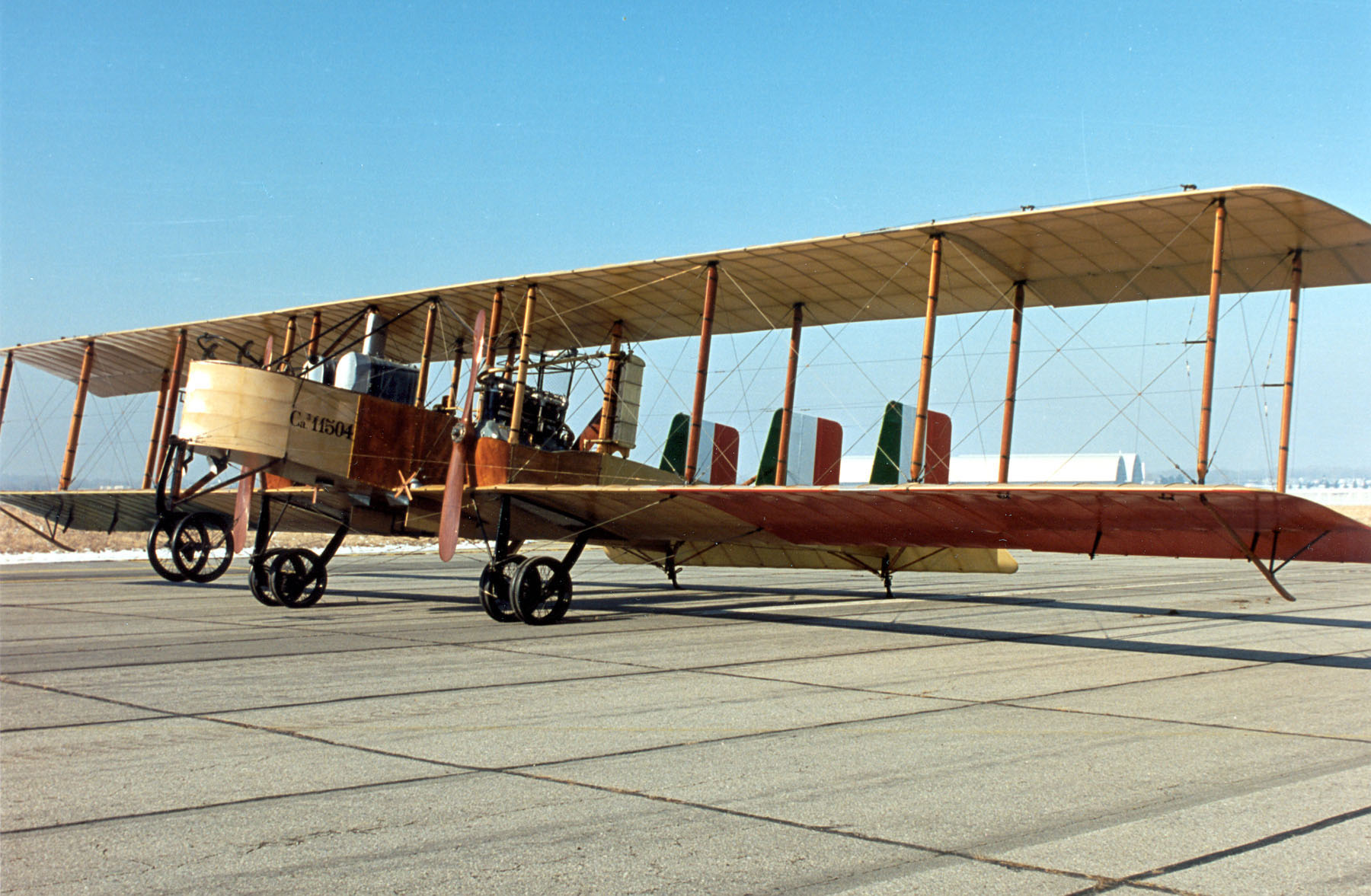
Bombardier italien Caproni Ca.36 de la Première Guerre mondiale

Les résultats obtenus et les arguments du théoricien de l’aviation Giulio Douhet amenèrent le ministre de la Guerre à développer l’armée de l’air : dès le début de 1915, les unités volantes furent détachées de l’arme du Génie et constituèrent, toujours au sein de l’armée de terre italienne, le corps de l’armée de l’air. Un programme de production fut lancé mais les financements furent insuffisants (4 145 000 lires en 1914-1915) et l’Italie entra en guerre en 1915 avec 86 avions. À partir de 1916, elle fut cependant renforcée, en se spécialisant dans les bombardements de bases éloignées, comme ceux effectués en 1917 par les trimoteurs Caproni sur Pula et Kotor (alors en Autriche-Hongrie et dans les vols à long rayon d’action comme celui des 7 avions SVA qui en 1918 survolèrent Vienne, guidés par Gabriele D'Annunzio. Même la chasse forma ses premiers as comme F. Baracca (34 victoires), S. Scaroni (26 victoires) et P.R. Piccio (24). Durant la guerre, furent fabriqués en Italie 11 986 avions et environ 30 000 moteurs d’avions. À la fin de la guerre, pendant laquelle moururent 1 784 aviateurs, l’Italie avait 1 683 avions qui restèrent, pour la plupart, sans emploi, sur les aérodromes.

### Après laPremière Guerre mondiale
La première mesure en faveur de l’armée de l’air, notamment pour récompenser le corps de ses résultats pendant la guerre, fut le décret du Gouvernement Mussolini du 28 mars 1923 qui élève au rang de force armée, le corps aéronautique (baptisée : arma azzurra, armée du ciel). En 1927, elle devint armée à part entière et prit le nom de Regia aeronautica, avec un ministère de tutelle propre. Dans ce ministère, le général Italo Balbo fut nommé secrétaire d'État, ce qui favorisa son développement de façon remarquable. Des croisières intercontinentales furent organisées (Francesco De Pinedo en 1925 ; Arturo Ferrarin en 1920 et en 1928). L’armée de l’air devint un des éléments de prestige du régime fasciste en conquérant bien 96 records internationaux, donc ceux, toutes catégories, de distance, de vitesse et d’altitude.

### LaSeconde Guerre mondiale

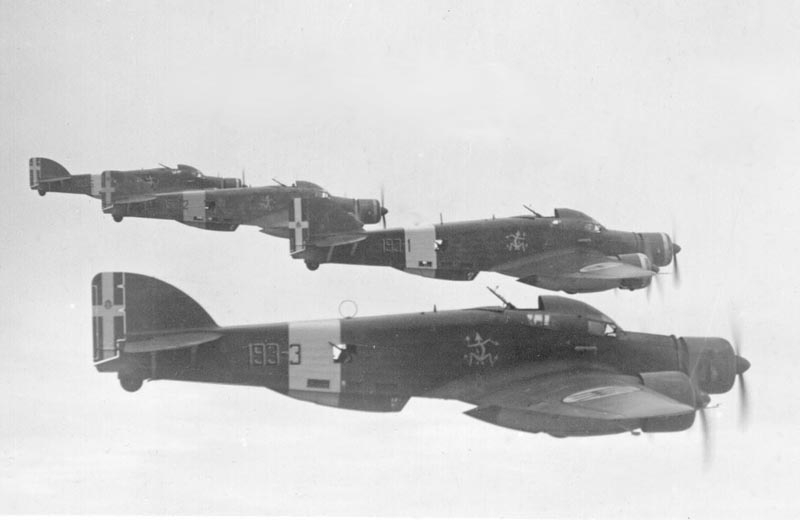
Bombardiers Savoia-Marchetti SM.79 en formation.

L'armée de l'air italienne participe activement à la guerre d'Espagne avec la Aviazione Legionaria et du fait de la faible opposition, en retire des conclusions erronées. Parfait exemple, le chasseur biplan Fiat CR.42 Falco est totalement dépassé au début du conflit. D'une manière générale, les avions italiens sont de conception ancienne et souffrent de graves défauts : manque de puissance des moteurs ; armement constitué de simples mitrailleuses ; seuls la qualité et le courage des pilotes et équipages permet à l'armée de l'air de se distinguer parfois.
La faiblesse de l'industrie de l'armement ne permet pas d'aligner la quantité nécessaire d'avions compétitifs, en particulier des chasseurs, comme le Fiat G55 et le Macchi M.C.205 Veltro qui en 1943 sont en trop petit nombre pour changer le cours des choses.
À partir de septembre 1943, à la suite de l'armistice de Cassibile et du changement de camp de l’Italie, une partie de l'aviation combat auprès des Alliés, l'Aeronautica Cobelligerante Italiana (ACI) tandis qu'une autre rejoint la République sociale italienne sous le nom de Aeronautica Nazionale Repubblicana.

### Après la2eguerremondiale
À compléter

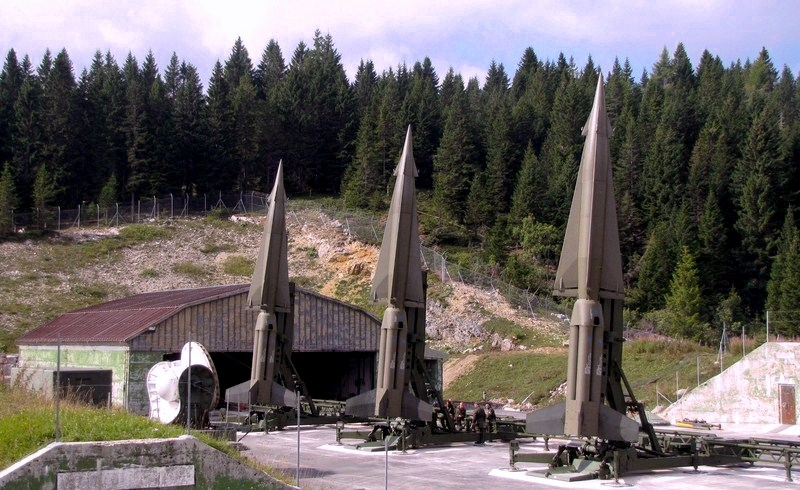
Base italienne de Tuono, site du 66e Gruppo Intercettori Teleguidati équipé de MIM-14 Nike-Hercules. Ce missile des années 1960 resta en service jusqu'au 24 novembre 2006.

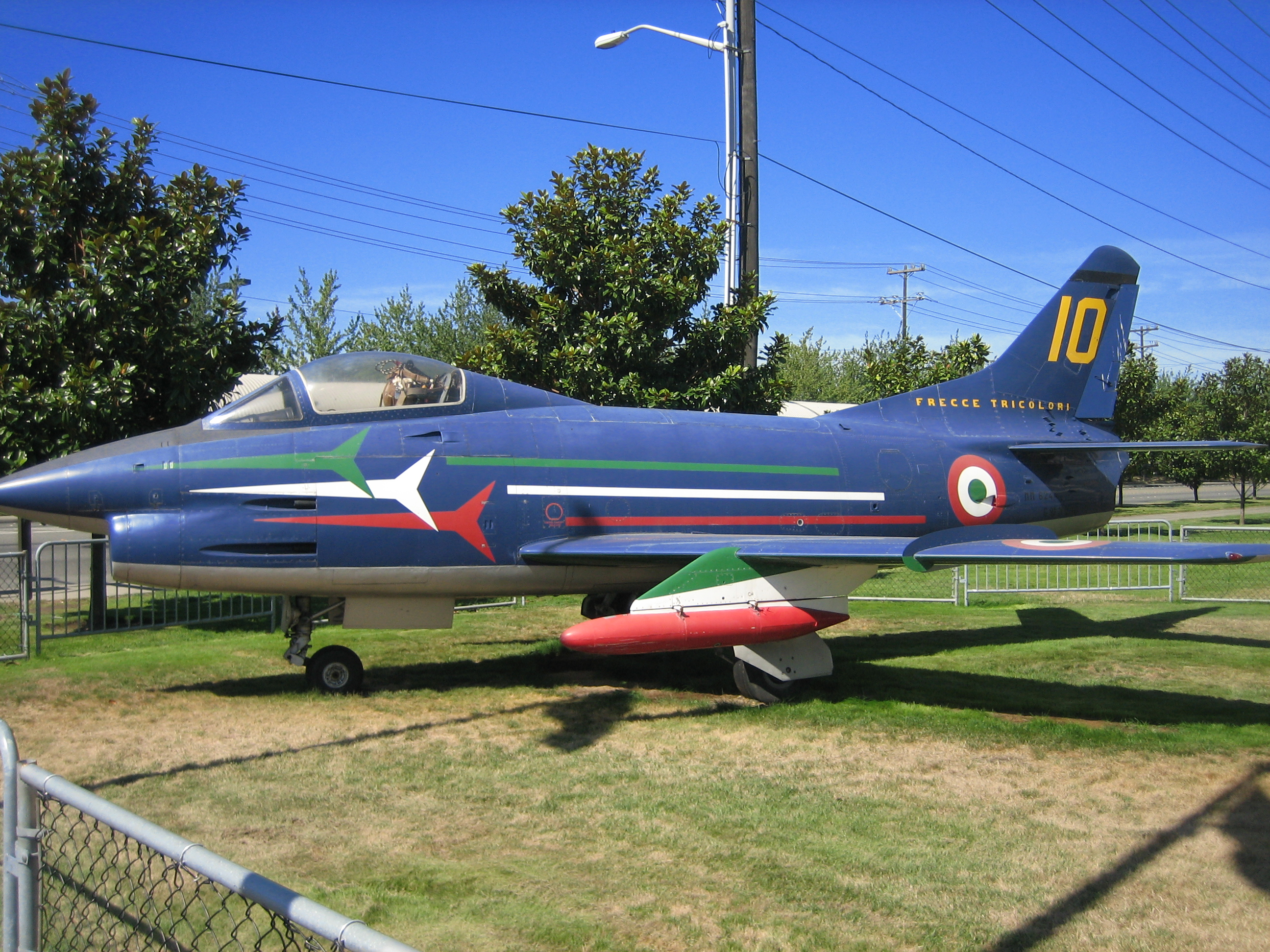
Fiat G-91 des années 1960 aux couleurs de la Frecce Tricolori, la patrouille acrobatique italienne.

L'aviation se reconstruit au sein de l'OTAN dans le cadre de la guerre froide à partir de l'ACI.

### LeXXIesiècle
L'Italie participe au programme Eurofighter, un consortium européen qui développe et produit l'avion de combat Eurofighter Typhoon. L'Italie, avec l'Allemagne, le Royaume-Uni et l'Espagne, est l'un des quatre pays partenaires initiaux de ce programme.
L'Italie a récemment confirmé l'achat de vingt-quatre avions de combat Eurofighter F-2000A au standard « Tranche 4 » pour remplacer les anciens modèles de la « Tranche 1 » qui seront retirés du service en 2028. Actuellement, l'Aeronautica Militare italienne aligne 93 F-2000A sur les 96 livrés en tout.
Le programme Eurofighter est géré par l'Agence OTAN de gestion des Eurofighter et des Tornado (NETMA), et le consortium Eurofighter comprend les entreprises Leonardo (Italie), BAE Systems (Royaume-Uni) et Airbus Defense & Space (Allemagne et Espagne).

## Aéronefs en service
| Aéronefs                          | Origine          | Type | En service en 2024 | Versions                                                                                 |                 |                 |
| Avion de chasse                   | Avion de chasse  | Avion de chasse                                                                                                 | Avion de chasse    | Avion de chasse                                                                          | Avion de chasse | Avion de chasse |
| --------------------------------- | ---------------- | --- | ------------------ | ---------------------------------------------------------------------------------------- | --------------- | --------------- |

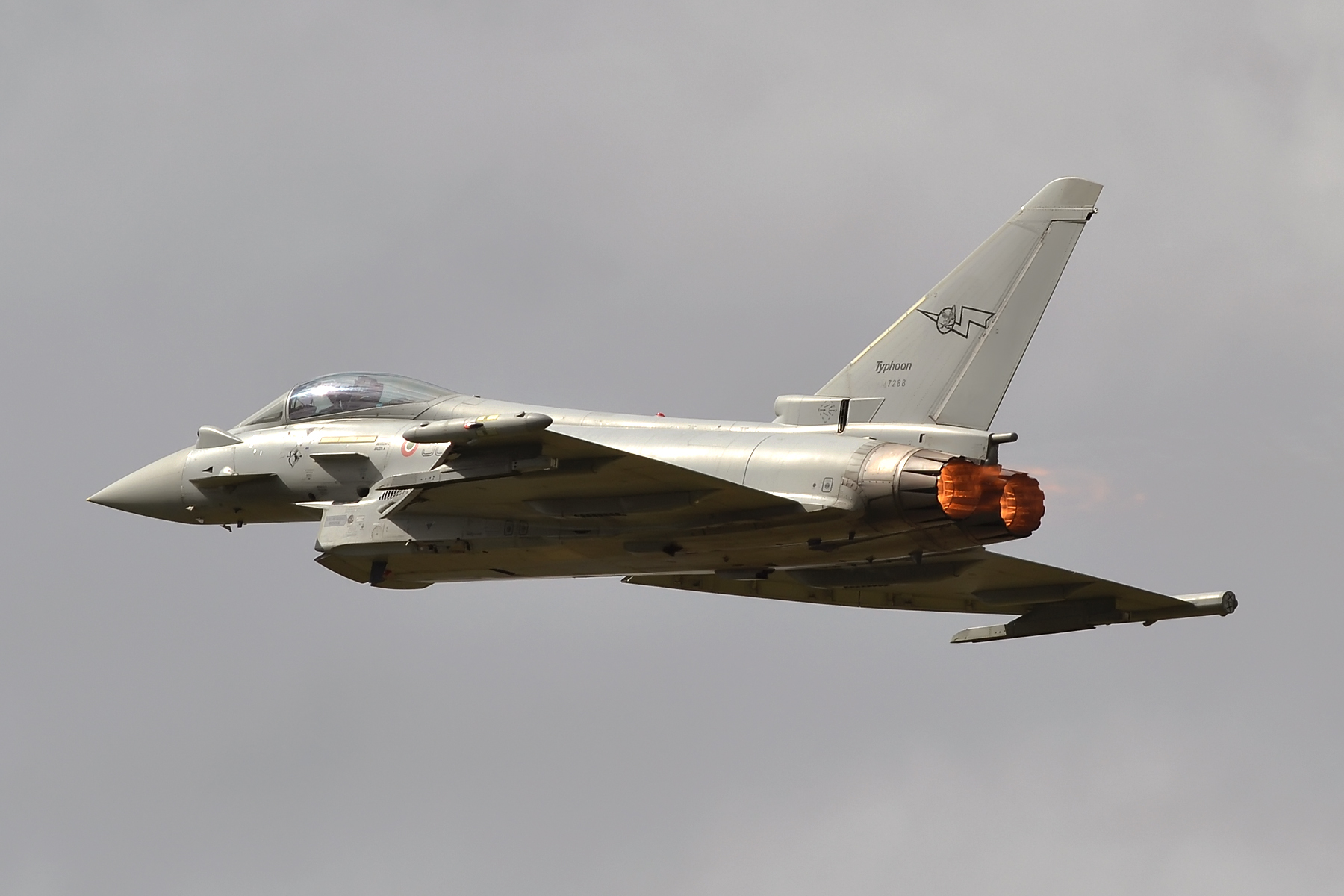
Eurofighter Typhoon, l’épine dorsale de lAeronautica Militare.

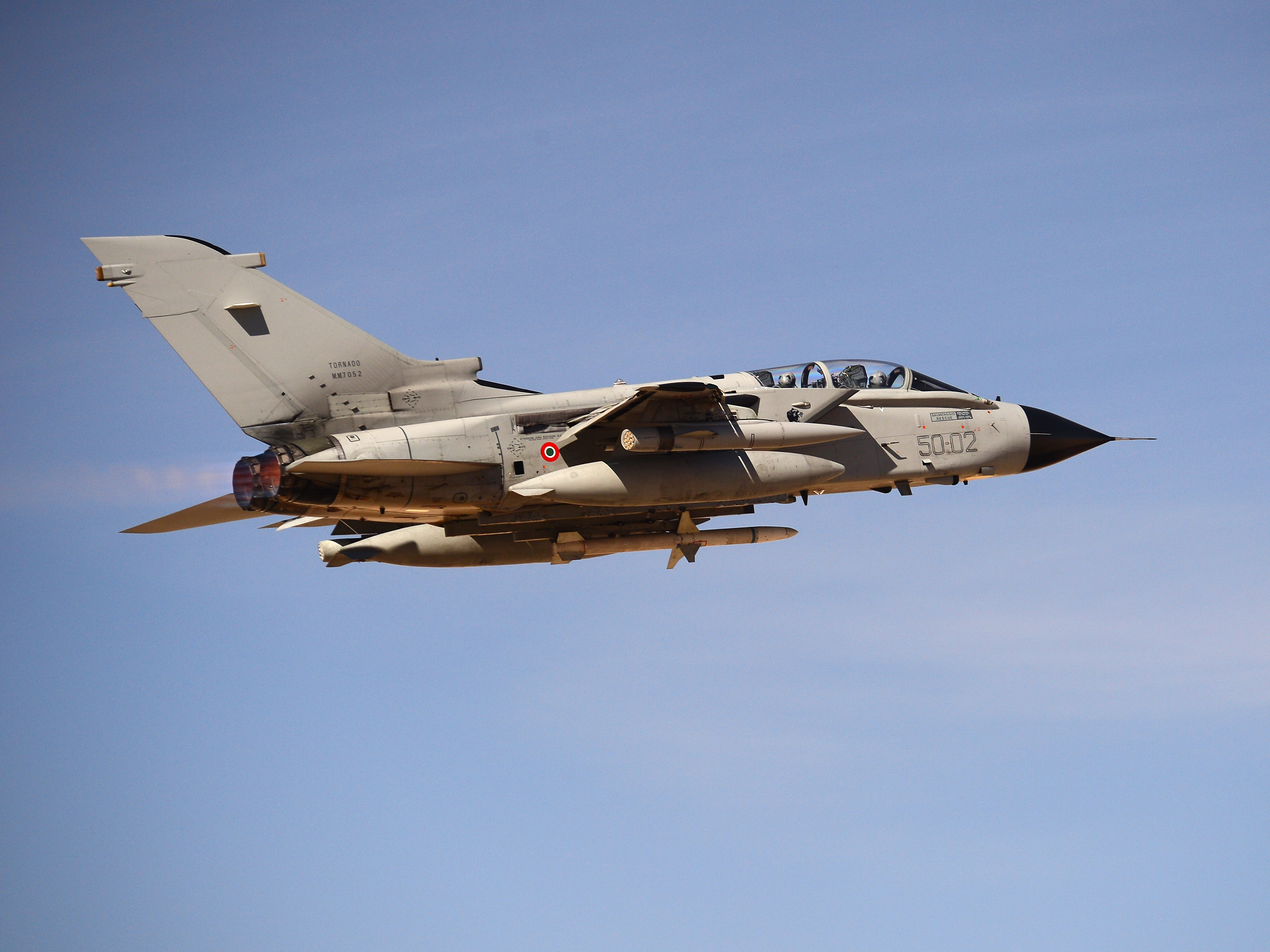
Panavia Tornado de lAeronautica Militare en 2013.

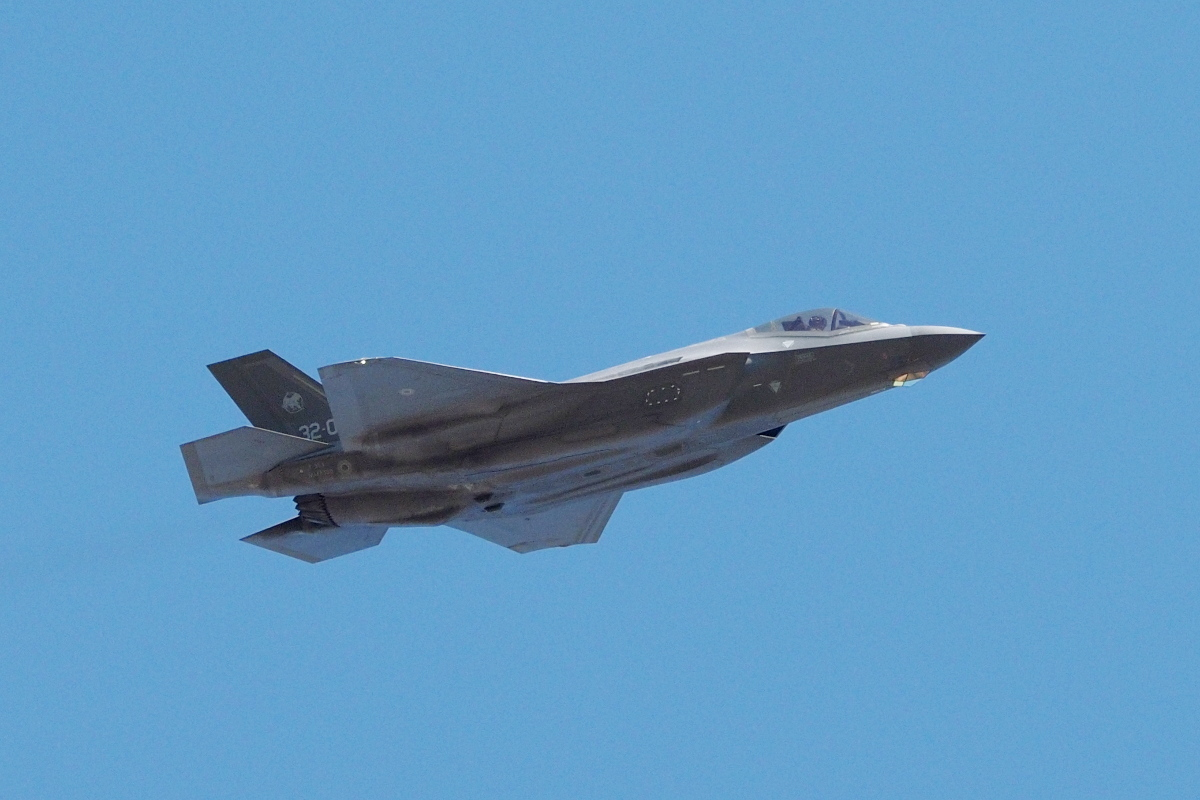
Un F-35A Lightning II de lAeronautica Militare en vol.

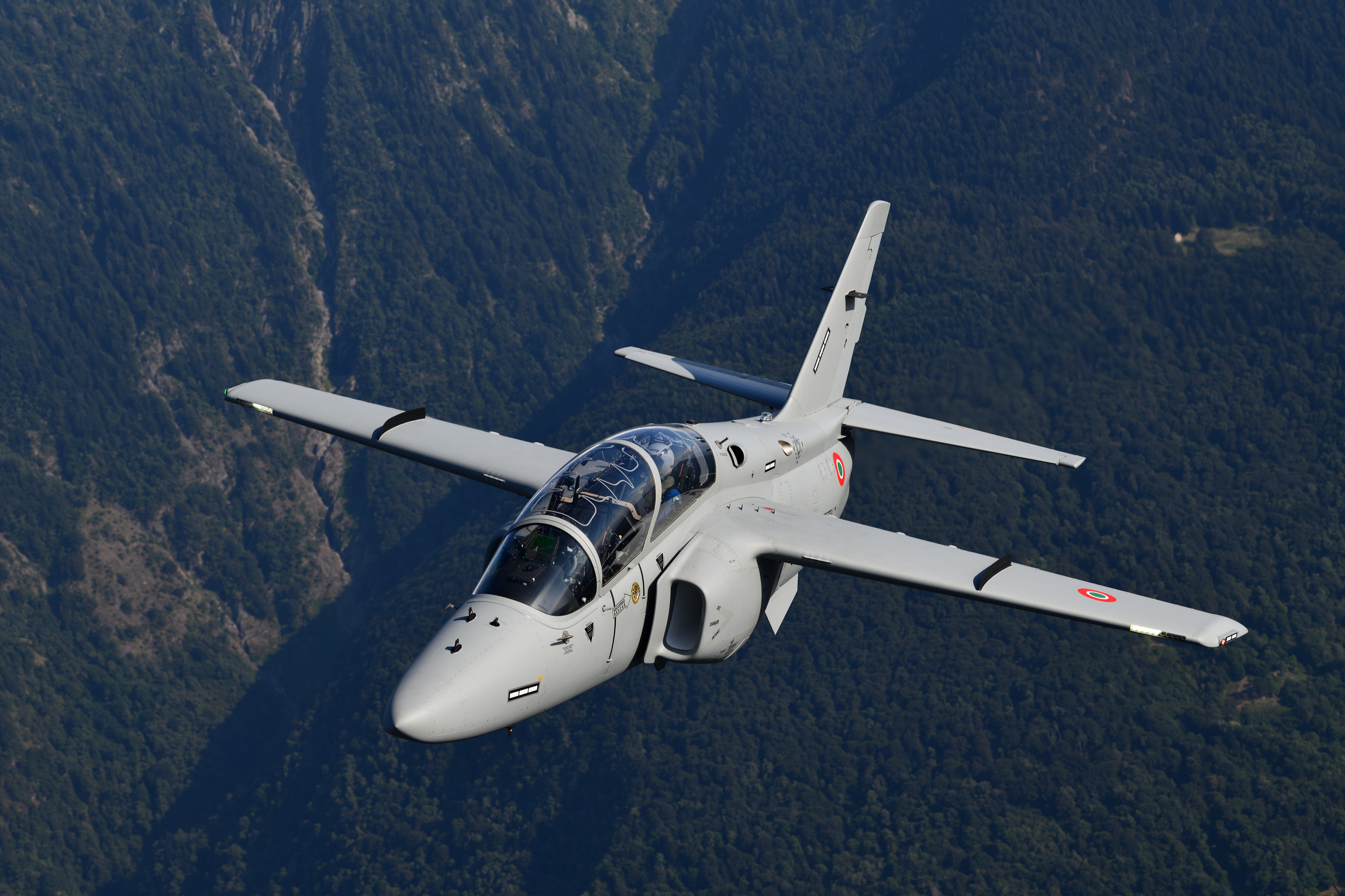
Un Aermacchi M-345 de l’Aeronautica Militare.

| Eurofighter EF2000 Typhoon        |                  | Avion de combat multirôle                                                                                       | 93                 | EF2000A et EF2000T. L'Italie commande jusqu'à 24 Eurofighter Typhoon tranche 4.          |                 |                 |
| Panavia Tornado                   |                  | Avion d’attaque au sol et de pénétration, de guerre électronique, et de reconnaissance tactique                 | 46                 | Ils ont tous été mis à niveau au standard it-MLU (ils seront tous remplacés par 95 F-35) |                 |                 |
| Lockheed Martin F-35 Lightning II | États-Unis       | Avion de combat multirôle                                                                                       | 25                 | 75 F-35A et 20 F-35B pour la Marina Militare prévu (commande totale de 95 avions)        |                 |                 |
| Avion de guerre électronique      |                  | |                    |                                                                                          |                 |                 |
| Gulfstream G.III                  | États-Unis       | Avion de guerre électronique et d’écoute électronique                                                           | 3                  | G.IIIAML.                                                                                |                 |                 |
| EA-37B Compass Call (en)          | États-Unis       | Avion de guerre électronique                                                                                    | 2                  |                                                                                          |                 |                 |
| G550 CAEW                         | États-Unis       | Système de détection et de commandement                                                                         | 2                  |                                                                                          |                 |                 |
| G550 AISREW                       | États-Unis       | Airborne Intelligence, Surveillance, Reconnaissance, and Electronic Warfare                                     | 2                  |                                                                                          |                 |                 |
| G 550 ROEM                        | États-Unis       | Renseignement d'origine électromagnétique                                                                       | 2                  |                                                                                          |                 |                 |
| G 550 C4ISR                       | États-Unis       | Computerized Command, Control, Communications                                                                   | 2                  |                                                                                          |                 |                 |
| Avion de transport                |                  | |                    |                                                                                          |                 |                 |
| C-130J Hercules II                | États-Unis       | Avion de transport tactique                                                                                     | 22                 | C-130J                                                                                   |                 |                 |
| Piaggio P.180 Avanti              | Italie           | Avion de liaisons, d’évacuation sanitaire, et de soutien opérationnel                                           | 17                 | P.180A et P.180B.                                                                        |                 |                 |
| Alenia C-27 Spartan II            | Italie           | Avion de transport tactique                                                                                     | 12                 | C-27J                                                                                    |                 |                 |
| Avion ravitailleur                |                  | |                    |                                                                                          |                 |                 |
| Boeing KC-767                     | États-Unis       | Avion de ravitaillement en vol et de soutien opérationnel                                                       | 4                  | KC-767A.                                                                                 |                 |                 |
| Avion de patrouille maritime      |                  | |                    |                                                                                          |                 |                 |
| ATR 72                            | France/ Italie   | Avion de reconnaissance maritime et de lutte anti-sous-marine                                                   | 4                  | ATR-72MP.                                                                                |                 |                 |
| Avion d'entraînement              |                  | |                    |                                                                                          |                 |                 |
| Aermacchi MB-339                  | Italie           | Avion d’entraînement avancé et de présentation officielle                                                       | 65                 | MB-339A, MB-339CD, et MB-339PAN.                                                         |                 |                 |
| Aermacchi M-346 Master            | Italie           | Avion d’entraînement avancé                                                                                     | 22                 | T-346A.                                                                                  |                 |                 |
| Aermacchi M-345 HET               | Italie           | Avion d’entraînement avancé                                                                                     | 2                  | T-345 HET                                                                                |                 |                 |
| SIAI-Marchetti S-208              | Italie           | Avion de liaisons, de remorquage de planeur, et d’entraînement avancé                                           | -                  | S-208M.                                                                                  |                 |                 |
| Grob G 103                        | Allemagne        | Planeur d’entraînement initial et de sélection                                                                  | -                  | G.103A.                                                                                  |                 |                 |
| Schempp-Hirth Nimbus 4            | Allemagne        | Planeur de sélection                                                                                            | -                  | Nimbus 4DM.                                                                              |                 |                 |
| Lak Type 17                       | Lituanie         | Planeur de sélection                                                                                            | -                  | 17A.                                                                                     |                 |                 |
| Drone                             |                  | |                    |                                                                                          |                 |                 |
| General Atomics MQ-9 Reaper       | États-Unis       | Drone de combat                                                                                                 | 6                  | MQ-9B                                                                                    |                 |                 |
| General Atomics MQ-1 Predator     | États-Unis       | Drone de reconnaissance                                                                                         | 6                  | MQ-1 A+ (décembre 2004 - 16 décembre 2022)                                               |                 |                 |
| Hélicoptère                       |                  | |                    |                                                                                          |                 |                 |
| NH90                              | Union européenne | Hélicoptère militaire de manœuvre et d'assaut                                                                   | 60                 | NH90 TTH                                                                                 |                 |                 |
| Nardi NH-500                      | États-Unis       | Hélicoptère d’entraînement et de liaisons                                                                       | 41                 | NH-500E.                                                                                 |                 |                 |
| Agusta-Westland AW.139            | Italie           | Hélicoptère de soutien opérationnel, de recherches et sauvetage en mer, et de transport de hautes personnalités | 17                 | AW.139A.                                                                                 |                 |                 |
| Agusta-Bell AB.212                | Italie           | Hélicoptère de recherches et sauvetages en mer                                                                  | 14                 | AB-212A.                                                                                 |                 |                 |
| Agusta-Westland AW.101 Cæsar      | Italie           | Hélicoptère de recherches et sauvetages au combat                                                               | 12                 | AW.101A.                                                                                 |                 |                 |

Aéronefs prévus à l'avenir

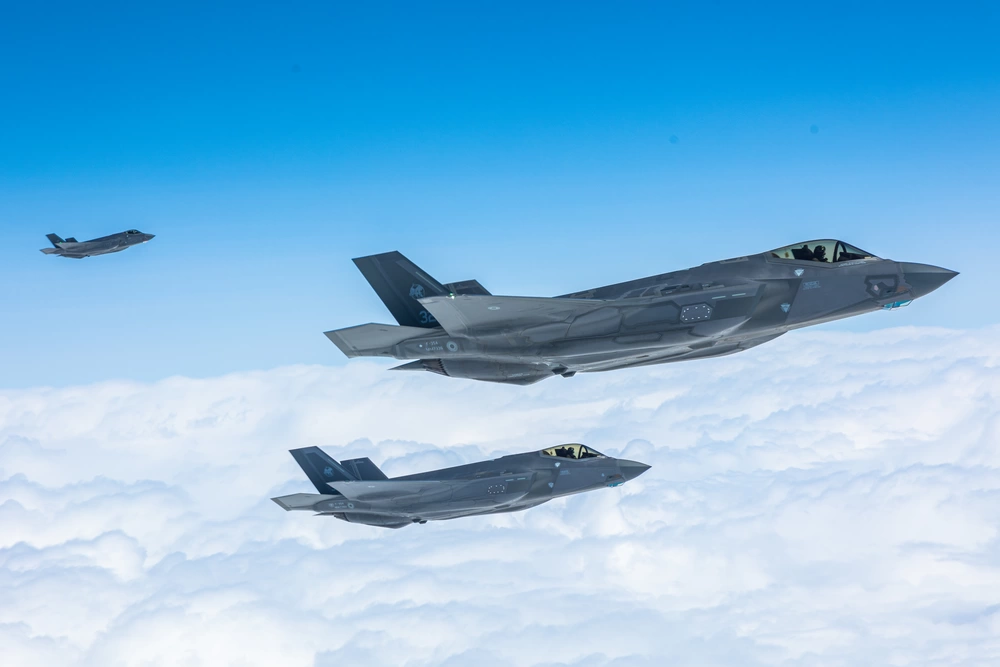
F-35A italiens lors de l'ACE23

- 7 Alenia-Aérospatiale ATR-72ASW ; Avions de patrouille maritime devant remplacer les Atlantic
- 10 drones Piaggio P.1HH HammerHead qui remplaceront à terme les drones Predator & Reaper.

Anciens aéronefs
- Alenia G.222 (retirés du service en septembre 2005[5]) ;
- Lockheed F-104 Starfighter (retirés du service en octobre 2004[6]) ;
- Lockheed C-130H Hercules (retirés en juillet 2004[7]) ;
- Tornado ADV (24 reçus en leasing de la RAF et employés du 1995 au 2004[8]);
- Gulfstream III (MM62022 cn 451 en service de 1985 à 2002 et MM62025 cn 479 en service de 1987 à 2003) ;
- Piaggio-Douglas PD-808 (retiré du service en mars 2003);
- Aeritalia G-91 (retiré du service en 1999[9]) ;
- Aermacchi MB-326 ;
- SIAI-Marchetti SF260AM.

## Missions
La principale mission de l'Aeronautica Militare est la défense. Celle-ci se divise en 4 parties :
- Assurer l'intégrité du territoire national en prévenant des intrusions,
- Tenir ses engagements vis-à-vis de l'OTAN,
- Assurer la défense des intérêts extérieurs en maintenant l'ordre international,
- Assurer la sauvegarde des institutions républicaine en mettant ses moyens à la disposition des autorités.

L'armée de l'air italienne participe chaque année à des exercices nationaux et internationaux dont Bright Star et Red Flag. Elle est aussi présente sur différents théâtres d'opération extérieurs dont récemment en ex-Yougoslavie, en Afghanistan et en Irak.

## Organisation opérationnelle

La cocarde de l'armée de l'air italienne.

Le président de la République possède le titre de chef des armées, mais il n'a que peu de pouvoir si ce n'est celui de présider le Conseil suprême de la Défense. Le réel pouvoir est détenu par le Parlement qui définit la politique à tenir en matière de défense et par le gouvernement par l'intermédiaire du ministre de la Défense qui est chargé de la faire appliquer.
La planification des missions est réalisée par le chef d'état-major de l'armée de l'air sous l'autorité du chef d'état-major de la Défense et de son ministre. Il est aidé en cela de plusieurs services dont :
- la direction de l'emploi du personnel militaire,
- l'inspection de la sécurité des vols,
- la direction de l'aéronautique navale,

L'Aeronautica Militare est divisée en quatre grands commandements :
- le Comando delle Squadre Aeree (commandement du corps aérien) chargé de la mise en œuvre de unités aérienne,
- le Comando Logistico (commandement logistique) chargé d'assurer la logistique au profit des forces,
- le Comando delle Scuole (commandement des écoles) chargé d'assurer la formation des personnels,
- le Comando Operativo delle Forze Aeree (commandement opérationnel de la force aérienne) chargé du déroulement des opérations

Composition du Comando della squadra aerea fin 2006 et des informations 2007 :
- Caccia Intercettori (Brigade de défense aérienne), implantation Bari comprend 5 escadres (Stormo) dont l'unité opérationnelle (escadron) est appelée gruppo (gruppi au pluriel)
  - 4e Stormo basée à Grosseto : Gruppi 9e et 20e équipés d'Eurofighter Typhoon
  - 5e Stormo basée à Cervia : 23e Gruppo équipé de F-16ADF
  - 9e Stormo basée à Grazzanise : 10e Gruppo équipé de F-104S-ASA jusqu'à 2004, dissous. Aujourd'hui[Quand ?] la 9e Stormo aménage la BA de Grazzanise
  - 36e Stormo basée à Gioia del Colle : 12e Gruppo DA équipé de Tornado ADV jusqu'à l'année 2004, équipé de Aermacchi MB-339CD jusqu'à l'année 2007, équipé d'Eurofighter Typhoon depuis octobre 2007 ; 156e Gruppo attaque équipé de Tornado IDS.
  - 37e Stormo basée à Trapani : Gruppi 10e et 18e et équipés de F-16 ADF et F-16B
  - IRRSTA département expérimental et de standardisation du tir aérien basé à Decimomannu
- Brigade de bombardement et de reconnaissance basée à Milan comprend 5 escadres
  - 2e Stormo basée à Rivolto équipée d'AMX International AMX; 313e Gruppo " Patrouille Acrobatique Nationale" (PAN) équipée de MB 339
  - 6e Stormo basée à Ghedi : Gruppi 102e et 154e équipés de Tornado IDS
  - 32e Stormo basée à Amendola : 13e Gruppo 101e équipé d'AMX ; 101e Gruppo équipé de AMX-T ; 28e Gruppo équipé de RQ-1 Predator A
  - 50e Stormo basée à Plaisance : 155e Gruppo équipé de Tornado IT-ECR
  - 51e Stormo basée à Istrana : Gruppi 103e et 132e équipés d'AMX
  - Unité détachée à Goose Bay au Canada pour l'entraînement au vol à basse altitude
- Caccia Aquila (Brigade de transport, de recherche et de secours (Resco), et de transport V.I.P.)
  - 46e Brigata Aerea de transport basée à Pise équipée de Lockheed C-130J, J-30 Hercules et de C-27J Spartan
  - 9e Brigata Aerea de ravitaillement en vol et de Resco basée à Pratica di Mare équipé de Boeing 707 T/T et d'hélicoptères HH-3F
  - 31e Stormo basée à Ciampino près de Rome équipé d'Airbus A319
- Brigade missiles basée à Padoue
  - 17e Stormo basé à Padoue, responsable de l'emploi et de la mise en œuvre des missiles sol-air
  - école spécialisée basée à Villafranca
- Brigata Spazio Aereo (brigade responsable du contrôle aérien)
  - centres radars
  - service géophotographique
  - unité chargée de l'entraînement du personnel
  - unité des équipages italiens d'AWACS de l'OTAN basée à Geilenkirchen en Allemagne
- 41e Stormo basé à Catane équipée de Breguet Atlantic mis en œuvre par des marins et des aviateurs

Composition du Comando delle Scuole :
- 60e Stormo basée à Lecce équipée de MB 339
- 70e Stormo basée à Latina équipée de SIAI 260
- 72e Stormo basée à Frosinone équipée de NH-500E

## Grades de l'Aeronautica militare
| Généraux                                    |                             |                               |                             |                    |                    |
|                                             |                             |                               |                             |                    |                    |
| Chef d'état-major de l'Aeronautica Militare |                             |                               |                             |                    |                    |
|                                             |                             |                               |                             |                    |                    |
| Generale di squadra aerea                   | Generale di squadra aerea   | Général de division           | Général de division         | Général de brigade | Général de brigade |
| Officiers supérieurs                        |                             |                               |                             |                    |                    |
|                                             |                             |                               |                             |                    |                    |
| Colonel                                     | Colonel                     | Lieutenant-colonel            | Lieutenant-colonel          | Major              | Major              |
| Officiers inférieurs                        |                             |                               |                             |                    |                    |
|                                             |                             |                               |                             |                    |                    |
| Capitaine                                   | Capitaine                   | Lieutenant                    | Lieutenant                  | Sous-lieutenant    | Sous-lieutenant    |
| Sous-officiers                              |                             |                               |                             |                    |                    |
|                                             |                             |                               |                             |                    |                    |
| Primo maresciallo                           | Maresciallo di prima classe | Maresciallo di seconda classe | Maresciallo di terza classe | Sergent-major      | Sergent            |
| Truppa                                      |                             |                               |                             |                    |                    |
|                                             |                             |                               |                             |                    | Nessun distintivo  |
| Primo aviere capo                           | Primo aviere scelto         | Aviere capo                   | Primo aviere                | Aviere scelto      | Aviere             |

### Sources
- Air actualités, no 570, avril 2004